# Mathilda Roxne
Mathilda Roxne, född 28 juni 1999 i Karlskoga, är en svensk simhoppare. Hon har tävlat för Bofors Simhoppsklubb i Karlskoga.

## Meriter

### Senior
- SM: 
  - 2017 (vinter) i Karlskoga/Örebro - 3m: guld, 1m: guld, synchro (med Linnea Sörensen): guld
  - 2017 (sommar) i Borås - 3m: brons
  - 2018 (vinter) i Karlskoga/Örebro - 1m: guld, synchro (med Ellen Sachs): 4:a